# Калмик Микола Йосипович
Микола Йосипович Калмик (нар. 19 грудня 1913, село Полкова Микитівка, тепер Богодухівського району Харківської області — 2 березня 2000, місто Москва, Російська Федерація) — радянський партійний діяч, 1-й секретар Смоленського обласного комітету КПРС. Член Центральної Ревізійної Комісії КПРС у 1966—1971 роках. Депутат Верховної Ради Російської РФСР 6-го скликання. Депутат Верховної Ради СРСР 7-го скликання.

## Життєпис
Народився в селянській родині. У 1931 році закінчив Богодухівський сільськогосподарський технікум.
У 1931—1936 роках — агроном-рільник, керуючий відділення буряківничого радгоспу Товарковського цукрового комбінату Московської області.
У 1936—1938 роках — у Червоній армії.
У 1938—1939 роках — керуючий відділення буряківничого радгоспу Товарковського цукрового комбінату Московської області.
Член ВКП(б) з 1939 року.
У 1939—1943 роках — старший агроном, директор машинно-тракторної станції (МТС) Тульської області.
У 1943—1948 роках — заступник завідувача, завідувач сільськогосподарського відділу Тульського обласного комітету ВКП(б).
У 1948—1951 роках — слухач Вищої партійної школи при ЦК ВКП(б).
У 1951—1955 роках — інструктор, завідувач сектора сільськогосподарського відділу ЦК КПРС.
У 1955 — 12 січня 1962 року — секретар Смоленського обласного комітету КПРС.
12 січня 1962 — 7 січня 1963 року — 2-й секретар Смоленського обласного комітету КПРС. 30 листопада 1962 — 7 січня 1963 року — в.о. 1-го секретаря Смоленського обласного комітету КПРС.
7 січня 1963 — 14 грудня 1964 року — 1-й секретар Смоленського сільського обласного комітету КПРС.
14 грудня 1964 — 29 грудня 1969 року — 1-й секретар Смоленського обласного комітету КПРС.
У грудні 1969 — 1985 року — 1-й заступник міністра заготівель Російської РФСР.
З 1985 року — персональний пенсіонер союзного значення в місті Москві.
Помер 2 березня 2000 року в місті Москві. Похований на Троєкуровському цвинтарі Москви.

## Нагороди
- три ордени Трудового Червоного Прапора (1963,)
- медаль «За трудову доблесть»
- медаль «За доблесну працю. В ознаменування 100-річчя з дня народження Володимира Ілліча Леніна»
- медаль «За оборону Москви»
- медаль «За доблесну працю у Великій Вітчизняній війні 1941—1945 рр.»
- медаль «Ветеран праці»
- медалі